# Pierre Deljan
Pierre Deljan (né entre 1000 et 1014, mort probablement en 1041; en slave: Петър Делян rendu en grec : Πέτρος  (Ό)Δολιάνος  [« (O) dolianos » i.e. le vainqueur]), aussi appelé Pierre II (Петър II) après son couronnement, est le chef d’une importante rébellion bulgare contre l’Empire byzantin en 1040-1041. Proclamé « tsar de Bulgarie » à Belgrade, il réussit à étendre son contrôle de Dyrrachium (aujourd’hui Durrës en Albanie) sur la mer Adriatique jusqu’à Thessalonique sur la mer Égée. Mais s’il parvient à se rallier les troupes du thème de Dyrrachium, il doit reconnaitre son cousin et commandant des troupes de Thessalonique, Alousianos, comme codirigeant de la rébellion. Voulant prendre la tête du mouvement, ce dernier aveugle Pierre et, changeant d’allégeance, s’enfuit à Constantinople. Résolu à en finir, le nouvel empereur, Michel IV le Paphlagonien envoie ses troupes à sa rencontre. Défait à la bataille d’Ostrovo, Pierre Deljan est capturé, amené à Constantinople et probablement exécuté.

## Contexte historique

Divisions administratives de l’Empire byzantin vers 1045.

Fondé par les khans Asparoukh puis Tervel au VIIe siècle, le Premier Empire bulgare qui avait atteint son apogée sous leurs successeurs Kroum (r. (803-814), Boris Ier de Bulgarie (r. 852-889) et  Siméon Ier de Bulgarie (r. 893-927), devait disparaitre lorsque l’empereur byzantin Basile II (r. 976 - 1025, libéré de la menace que les Arabes faisaient planer sur les possessions byzantines d’Asie mineure en 1001, put se concentrer sur la lutte contre l’Empire bulgare de Samuel (r. 997 - 1014). À partir de 1001, Basile II envahit la Bulgarie chaque année. En 1004 il reprend Vidin, Skopje et Vodéna (maintenant Édessa en Grèce) et coupe l’empire de Samuel en deux. En juillet 1014, victorieux à la bataille de Stoumitza, Basile fait crever les yeux et couper les mains de 15 000 prisonniers à l’exception de 150 qui sont seulement éborgnés pour qu’ils puissent guider leurs malheureux compagnons sur le chemin du retour; à la vue de ce cortège le tsar serait tombé foudroyé par une attaque d’apoplexie à Prilep.
Mais autant Basile s’était montré implacable à la guerre, autant il se montra modéré dans la victoire : les membres de la famille impériale furent emmenés à Constantinople et intégrés dans le cérémonial de la cour ; l’administration du pays fut laissée entre les mains de magistrats locaux qui conservèrent leurs fonctions et furent gratifiés d’honneurs et de privilèges; les habitants purent payer leurs taxes en grain et en vin à leurs seigneurs devenus les représentants de l’État byzantin ; enfin l’Église bulgare continua comme institution autonome, soumise à la direction de l’empereur et non du patriarche de Constantinople,.

## Origine
On ignore la date exacte de la naissance de Pierre Deljan, mais celle-ci dut avoir lieu entre 1000 et 1014. De même, on ignore quand et où il mourut, mais il fut probablement exécuté après avoir été capturé à la bataille d’Ostrovo en 1041 et transféré à Constantinople. D’après certaines légendes, il aurait, après une période de captivité, été exilé dans un monastère du col d’Iskar dans le Grand Balkan où il serait mort. D’après d’autres légendes nordiques, il aurait péri lors de cette bataille d’Ostrovo  tué par le futur roi norvégien Harald Hardrada (vers 1015 ou 1016 – 25 septembre 1066). 
Ses antécédents familiaux ne sont guère mieux connus. Les sources byzantines offrent trois versions différentes. L’une d’elles doit probablement être écartée : celle qui ferait de Deljean le fils d’Aaron, frère de Samuel Ier (r. 997 - 1014), car Deljan aurait été très âgé lors de sa rébellion .  La deuxième est offerte par Jean Skylitzès et fait de Pierre Deljan le fils de Gabriel Radomir, également fils de Samuel et tsar de la Bulgarie (r. 1014 - 1015) et d’une princesse hongroise qu'il chassa en 988 alors qu'elle était enceinte de lui. Cette version est celle retenue par la plupart des historiens dont le professeur Zlatarski. Enfin d’autres auteurs byzantins dans le but probablement de dénigrer Pierre Deljean ainsi que sa révolution le décrivent comme le fils de paysans  s’inventant une généalogie au moment de son couronnement, thèse suivie par divers auteurs comme Gennadi Litavrin,.

## Soulèvement

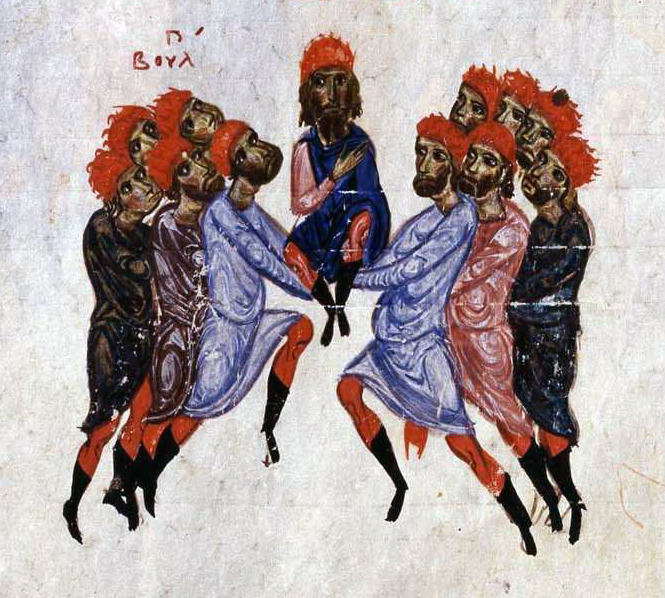
Pierre Deljan est proclamé empereur à Belgrade (Chronique de Skylitzès de Madrid, XIIe siècle).

### Causes du soulèvement
La fin des années 1030 fut marquée par une période de sécheresse et de mauvaises récoltes dans toute la région. Il n’est dès lors par surprenant que la révolte de Pierre Deljean ait été moins un mouvement nationaliste visant à rétablir l’Empire bulgare qu’une protestation populaire contre la dégradation des conditions sociales et économiques. Si Basile II avait fait montre d’une grande magnanimité dans l’administration de la Bulgarie conquise, permettant aux paysans de s’acquitter de leurs impôts en nature, il n’en alla pas de même de Michel IV (r. 1034 - 1041 qui délégua à son frère et premier ministre Jean l’Orphanotrope l’administration de l’empire. Celui-ci accrut impitoyablement les charges financières qui durent dorénavant être payées en numéraire pour faire face non seulement au déficit de l’État, mais encore à la nécessité de recruter et de payer l’armée devant faire face aux Petchenègues dans le nord-est des Balkans,. De plus, le nouveau système de propriété foncière, la pronoia, favorisait l’accaparement des terres par des propriétaires, souvent absents, qui faisaient lever les taxes par des agents prenant une part des profits. Le tout conduisit à l’appauvrissement des paysans et à un mécontentement général non seulement des Bulgares, mais aussi des populations grecques de la région,.
Dans le domaine religieux, Basile II avait fait montre de la même tolérance. Bien que le patriarcat ait été ramené au rang d’archevêché, l’Église bulgare était demeurée une institution nationale, relevant non du patriarche de Constantinople mais de l'empereur qui se réservait le droit de nommer l’archevêque d’Ohrid. En 1037, lorsque l’archevêque Jean, un Slave que Basile II avait laissé à son poste, mourut, Michel IV nomma sans consultation avec les évêques locaux un Grec au siège d’Ohrid, lequel remplaça la langue locale par le grec dans les cérémonies de la cathédrale Sainte-Sophie.

### Déroulement du soulèvement

La Bulgarie de Pierre Deljan.

Après le meurtre du tsar Gabriel Radomir (r. 1014 - 1015) par son cousin Ivan Vladislav (r. 1015 - 1018), lequel s’était emparé du trône, et la conquête subséquente de la Bulgarie par Basile II, Deljan, encore jeune, avait été amené à Constantinople  et mis au service d’un membre non identifié de l’aristocratie locale. Il réussit à s’échapper pour se rendre d’abord chez sa mère en Hongrie,  puis gagna la Bulgarie où il prit la tête d’un mouvement de résistance dans le nord du pays (aujourd’hui, le district de Pomoravlje, en Serbie); ayant conquis cette région, il descendit vers Belgrade. C’est là qu’il fut couronné « tsar de Bulgarie » et prit le nom de Pierre II, en référence à Pierre Ier, que l’Empire byzantin avait dû reconnaitre comme premier « tsar » de Bulgarie en même temps qu’elle reconnaissait l’autonomie de l’Église bulgare.
Se dirigeant toujours plus vers le sud, il s’empara de Niš et de Skopje. L’empereur byzantin fit alors appel aux troupes de Dyrrachium pour mettre fin à la rébellion, mais la dissension s’empara du haut-commandement, ce qui donna un répit aux rebelles, d’autant plus qu’une deuxième rébellion se fit jour près de Dyrrachium, conduite par un noble bulgare du nom de Tihomir. Les deux mouvements ne pouvant que se nuire l’un l’autre, une rencontre fut organisée par Deljean à Skopje pour déterminer qui serait le chef et quelle stratégie adopter. Tihomir s’y rendit, mais fut lapidé par la foule, laissant ainsi Deljean à la tête du mouvement unifié.
Après s’être emparé de Dyrrachium (peut-être déjà aux mains de Tihomir), il continua sa marche vers le sud, s’empara de Prespa puis d’une partie de l’Épire où une révolte faisait déjà rage dans le thème de Nikopolis, provoquée là aussi par la façon dont était perçues les taxes impériales. C’est alors qu’il rencontra son cousin, appelé dans les sources grecques Alousianos. Ce dernier était le petit-fils d’Aaron et le fils d’Ivan Vladislav qui avait assassiné Gabriel Radomir avant de gouverner la Macédoine de 1015 à 1018. Il avait fait carrière dans l’armée byzantine et était devenu strategos (gouverneur) du thème de Théodosioupolis, sur la frontière orientale de l'Empire. Si effectivement, Pierre Deljean était le fils de Gabriel Radomir, il ne pouvait y avoir qu’inimitié entre les deux hommes et les Byzantins ne pouvaient que se réjouir qu’Alousianos ait fait défection pour rejoindre les révolutionnaires bulgares sachant que la mésentente ne tarderait pas à séparer les deux hommes.

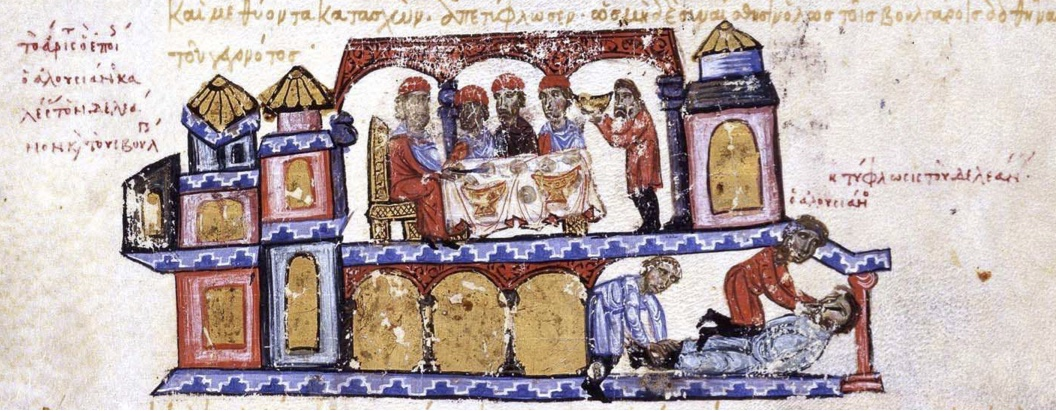
Alousiane fait aveugler Pierre Deljan lors d'un banquet (Manuscrit Sklylitzès de Madrid).

En dépit de la méfiance régnant entre eux, un accord fut conclu aux termes duquel Deljean confia des troupes à Alousianos pour aller prendre la ville de Thessalonique. L’expédition tourna au désastre et affaiblit considérablement les forces de Deljean. Un soir de 1041, au cours d’un diner où Deljean s’était enivré, Alousianos l’aveugla avec un couteau de cuisine et lui coupa le nez. Alousianos fut alors proclamé tsar par les troupes sur place et prit le commandement de l’ensemble du mouvement. Il n’est pas impossible qu’Alouisianos ait été un agent double au service des Byzantins, car alors que les armées révolutionnaires et byzantines étaient sur le point de s’affronter, Alousianos fit à nouveau défection et, passant du côté byzantin, repartit pour Constantinople où ses biens et domaines lui furent rendus, lui-même étant promu au rang de magistros.
Bien qu’aveugle, Deljean reprit le commandement des forces restantes.  Michel IV, décidé à en finir, mit sur pied une opération d’envergure pour mettre un terme à la révolte. Parmi les mercenaires de l’armée byzantine figurait le prince norvégien Harald Hardrada, qui devait devenir roi de Norvège quelques années plus tard, et 500 Varègues. De Thessalonique, les Byzantins pénétrèrent en Bulgarie et défirent les troupes bulgares à Ostrovo, près du lac du même nom dans le nord de la Grèce à la fin de l’été 1041. Les Byzantins eurent le dessus. Pierre Deljean fut capturé et, avec d’autres chefs bulgares, fit partie du cortège triomphal de l’empereur lors de son retour à Constantinople ,. Il est probable qu’il fût exécuté peu après.

## Les suites
Si la révolte de Pierre Deljean fut étouffée plus tôt que son ampleur ne l’aurait permis de croire, elle créa une profonde lézarde dans l’édifice que Basile II avait constitué et permit à d’autres princes des Balkans d’ébranler sa domination.
Dès 1035, profitant des troubles en Bulgarie, le prince de Dioclée (appelée de plus en plus fréquemment Zéta), Stefan Vojislav, réussit non seulement à conquérir l'indépendance de ce qui n’était encore qu’un petit État, mais réussit rapidement à étendre sa souveraineté sur le sud de la Dalmatie et son arrière-pays, jusqu'à devenir « prince des Serbes » . Pour contrer son influence Constantinople dut envoyer des ambassadeurs acheter l’aide des autres princes de la région : le prince Ljutovit de Zahumlje, le ban de Bosnie et le župan de Rascie. La loyauté de la Dioclée ne fut assurée qu’après la mort de Stefan Vojislav par le mariage de son fils et successeur, Michel, à une parente de Constantin IX (r. 1042-1055).